# Velika vas, Šmohor - Preseško jezero
Velika vas (nemško Micheldorf) je naselje občine Šmohor - Preseško jezero v okraju Šmohor na Koroškem v Avstriji.